# ترانه‌شناسی نورا ان پیور
این فهرست شامل ترانه‌ها و آلبوم‌های منتشر شده از دی‌جی سوئیسی زادهٔ آفریقای جنوبی، نورا ان پیور است.

## آلبوم‌های گردآوری‌شده
| عنوان              | جزئیات                                                                            |
| ------------------ | --------------------------------------------------------------------------------- |
| قطعه‌های بهاری ۲۰۱۰ | - انتشار: ۲۶ مارس ۲۰۱۰ - ناشر: گودنایت کیس پروداکشنز - قالب: دانلود دیجیتال، سی‌دی |

## آلبوم‌های چندآهنگه
| عنوان               | جزئیات                                                                              |
| ------------------- | ----------------------------------------------------------------------------------- |
| اشک‌های استکهلم      | - انتشار: ۲۷ ژانویه ۲۰۱۰ - ناشر: گودنایت کیس پروداکشنز - قالب: دانلود دیجیتال، سی‌دی |
| مخمل                | - انتشار: ۷ مهٔ ۲۰۱۰ - ناشر: گودنایت کیس پروداکشنز - قالب: دانلود دیجیتال، سی‌دی      |
| نیرو را حس کن       | - انتشار ۲۹ اکتبر ۲۰۱۰ - ناشر: گودنایت کیس پروداکشنز - قالب: دانلود دیجیتال، سی‌دی   |
| دوره دیپ هاوس ۱     | - انتشار: ۲۹ آوریل ۲۰۱۱ - ناشر: گودنایت کیس پروداکشنز - قالب: دانلود دیجیتال، سی‌دی  |
| با من بیا           | - انتشار: ۲۳ آوریل ۲۰۱۳ - ناشر: گودنایت کیس پروداکشنز - قالب: دانلود دیجیتال، سی‌دی  |
| ملودی شیرین         | - انتشار: ۱۳ اوت ۲۰۱۳ - ناشر: گودنایت کیس پروداکشنز - قالب: دانلود دیجیتال، سی‌دی    |
| راستین              | - انتشار: ۴ اوت ۲۰۱۴ - ناشر: انورمس تیونز - قالب: دانلود دیجیتال، سی‌دی              |
| در دل طبیعت         | - انتشار: ۲۲ ژوئن ۲۰۱۵ - ناشر: انورمس تیونز - قالب: دانلود دیجیتال، سی‌دی            |
| شبنم صبح‌گاهی        | - انتشار: ۱۱ ژانویه ۲۰۱۶ - ناشر: انورمس تیونز - قالب: دانلود دیجیتال، سی‌دی          |
| دریاچه سرنیزه       | - انتشار: ۹ مهٔ ۲۰۱۶ - ناشر: انورمس تیونز - قالب: دانلود دیجیتال، سی‌دی               |
| بهشت برین را فتح کن | - انتشار: ۱۰ فوریه ۲۰۱۷ - ناشر: انورمس تیونز - قالب: دانلود دیجیتال، سی‌دی           |
| ابوالهول            | - انتشار: ۲۳ فوریه ۲۰۱۸ - ناشر: انورمس تیونز - قالب: دانلود دیجیتال، سی‌دی           |
| پشت سرت را نگاه نکن | - انتشار: ۱۳ ژوئیه ۲۰۱۸ - ناشر: انورمس تیونز - قالب: دانلود دیجیتال، سی‌دی           |
| پلی‌نزی              | - انتشار: ۱۶ نوامبر ۲۰۱۸ - ناشر: انورمس تیونز - قالب: دانلود دیجیتال، سی‌دی          |
| خانه‌نشین            | - انتشار: ۲۵ اکتبر ۲۰۱۹ - ناشر: انورمس تیونز - قالب: دانلود دیجیتال، سی‌دی           |
| دلتا / بارتوک       | - انتشار: ۱۷ ژوئیهٔ ۲۰۲۰ - ناشر: انورمس تیونز - قالب: دانلود دیجیتال                 |

## تک‌آهنگ‌ها

### تک‌آهنگ‌های قرار گرفته در جدول‌های موسیقی
| عنوان       | سال  | بهترین جایگاه در جدول |
| عنوان       | سال  | بلژیک                 |
| ----------- | ---- | --------------------- |
| "با من بیا" | ۲۰۱۳ | ۴۱                    |

### سایر تک‌آهنگ‌ها
| عنوان                                       | سال  |
| ------------------------------------------- | ---- |
| اشک‌های استکهلم                              | ۲۰۱۰ |
| آخرین خویشاوند                              | ۲۰۱۰ |
| این ملت                                     | ۲۰۱۰ |
| مخمل آغوش تو                                | ۲۰۱۰ |
| جزیرهٔ آونگ                                  | ۲۰۱۰ |
| جام جهانی                                   | ۲۰۱۰ |
| باران‌ساز                                    | ۲۰۱۰ |
| این بلوز                                    | ۲۰۱۰ |
| تو ذهنم را شکوفا می‌کنی                      | ۲۰۱۰ |
| دیسکوتک (با همراهی دنیل پورتمن)             | ۲۰۱۰ |
| نیرو را حس کن                               | ۲۰۱۰ |
| چکه                                         | ۲۰۱۰ |
| اسپایسی                                     | ۲۰۱۱ |
| نمایش                                       | ۲۰۱۱ |
| قطار شب ۸بیتی (با همراهی دنیل پورتمن)       | ۲۰۱۱ |
| فروتا دی ماره                               | ۲۰۱۱ |
| اقتصاد                                      | ۲۰۱۱ |
| رقص میله                                    | ۲۰۱۱ |
| آب‌نمک                                       | ۲۰۱۱ |
| پاسادینا                                    | ۲۰۱۲ |
| دوشنبه‌های آبی                               | ۲۰۱۲ |
| فراخوان ایبیزا                              | ۲۰۱۲ |
| تکرار                                       | ۲۰۱۲ |
| آرلیا                                       | ۲۰۱۲ |
| تراورسو                                     | ۲۰۱۲ |
| سرود تابستانی میکونوس                       | ۲۰۱۲ |
| چه‌کسی خواهد رقصید                           | ۲۰۱۲ |
| آنوشکا                                      | ۲۰۱۲ |
| ۸قیرات                                      | ۲۰۱۲ |
| مرا شناور می‌کنی                             | ۲۰۱۲ |
| بیشتر بدرخش (با همراهی پسنجر ۱۰)            | ۲۰۱۳ |
| با من بیا                                   | ۲۰۱۳ |
| تنهایی                                      | ۲۰۱۳ |
| نورما ژان                                   | ۲۰۱۳ |
| ملودی شیرین                                 | ۲۰۱۳ |
| تن‌لاینز                                     | ۲۰۱۳ |
| گمشده در زمان                               | ۲۰۱۳ |
| به من یادآوری کن                            | ۲۰۱۳ |
| تو افتخار منی                               | ۲۰۱۴ |
| بالاتر در آفتاب (به‌همراه پنی فاستر)         | ۲۰۱۴ |
| راستین                                      | ۲۰۱۴ |
| بگذار نور وارد شود                          | ۲۰۱۴ |
| اروگوئه (به همراهی سانز آو ماریا)           | ۲۰۱۴ |
| بچرخانش                                     | ۲۰۱۵ |
| خشنودی                                      | ۲۰۱۵ |
| کشتزارهای پنبه (به همراهی سانز آو ماریا)    | ۲۰۱۵ |
| بدنم از آن توست                             | ۲۰۱۵ |
| امید برمی‌خیزد                               | ۲۰۱۵ |
| در دل طبیعت                                 | ۲۰۱۵ |
| آب‌نمک (دوباره‌سازی ۲۰۱۵)                     | ۲۰۱۵ |
| شبنم صبح‌گاهی                                | ۲۰۱۶ |
| بهتره از سر راه بری کنار                    | ۲۰۱۶ |
| باید انجامش دهم (به همراهی ریدوندو)         | ۲۰۱۶ |
| دریاچه سرنیزه                               | ۲۰۱۶ |
| زامبیا                                      | ۲۰۱۶ |
| در تختم خوابیده‌ام (به همراهی سانز آو ماریا) | ۲۰۱۶ |
| در ساحل                                     | ۲۰۱۶ |
| متقاعدکننده                                 | ۲۰۱۶ |
| به قلبم بگو (به همراهی دنی سینیور)          | ۲۰۱۶ |
| شیرجه با نهنگ‌ها                             | ۲۰۱۶ |
| امواج                                       | ۲۰۱۷ |
| گرفتار در عمل                               | ۲۰۱۷ |
| مرا عاشق خودت کن                            | ۲۰۱۷ |
| آزادی در درون زنده است                      | ۲۰۱۷ |
| اشک‌های چشمانت                               | ۲۰۱۷ |
| تب                                          | ۲۰۱۷ |
| تریل‌بلیزر                                   | ۲۰۱۷ |
| ابولهول                                     | ۲۰۱۸ |
| پشت سرت را نگاه نکن                         | ۲۰۱۸ |
| شاخه‌ها                                      | ۲۰۱۸ |
| ریشه‌ها                                      | ۲۰۱۸ |
| پلی‌نزی                                      | ۲۰۱۸ |
| برداشت                                      | ۲۰۱۸ |
| جریان هم‌سو با رودخانه                       | ۲۰۱۸ |
| تنهایی                                      | ۲۰۱۸ |
| ما عشق را یافتیم (به همراهی آشیبا)          | ۲۰۱۹ |
| حقوق ذاتی                                   | ۲۰۱۹ |
| ضربان قلب                                   | ۲۰۱۹ |
| فیبوناچی                                    | ۲۰۱۹ |
| امشب در آسمان (به‌همراه لیکا مورگان)         | ۲۰۲۰ |
| همه آنچه نیاز دارم                          | ۲۰۲۰ |
| تالاب‌ها                                     | ۲۰۲۰ |
| دور بیا (به‌همراه تیم موریسون)               | ۲۰۲۰ |
| افسون                                       | ۲۰۲۰ |
| آبزی                                        | ۲۰۲۱ |
| کنارتان خواهم بود                           | ۲۰۲۱ |
| زندگی در انتظار                             | ۲۰۲۱ |
| قهر                                         | ۲۰۲۱ |
| ژست روزگار                                  | ۲۰۲۱ |
| یادآوری خاطرات                              | ۲۰۲۲ |
| قبیله مهربانی                               | ۲۰۲۲ |

## ریمیکس‌ها
۲۰۱۳
- کالیپو — «وقتت را خوب بگذران» (ریمیکس نورا ان پیور)[۸۲]

۲۰۱۴
- آدریان لوکس به همراه کائلین بر — «دیر یا زود» (ریمیکس نورا ان پیور)[۸۳]
- کلینگاند — «ژوبل» (ریمیکس نورا ان پیور)[۸۴]
- کروشیا اسکواد و کالیپو — «رهبر ارکستر» (ریمیکس نورا ان پیور)[۸۵]
- درتی وگاس — «خورشید در حال غروب» (ریمیکس نورا ان پیور)[۸۶]

۲۰۱۵
- می اند مای توث‌براش — «یک چیزی» (ریمیکس نورا ان پیور)[۸۷]
- پل هریس به همراهی دراگونت — «عاشق یک‌شبه» (ریمیکس نورا ان پیور)[۸۸]

۲۰۱۶
- کایل واتسون — «عمیقاً غرق شو» (ریمیکس کلاب نورا ان پیور)[۸۹]

۲۰۱۷
- ایلاک و برونو مارتینی به همراهی زیبا — «حالا مرا بشنو» (ریمیکس ئی‌دی‌اکس و نورا ان پیور)[۹۰]
- میلک اند شوگر — «موسیقی یعنی حرکت» (ریمیکس نورا ان پیور)[۹۱]
- بلک جک به همراهی دایو — «بازی ذهن» (ریمیکس نورا ان پیور)[۹۲]

۲۰۱۸
- وای دونت وی — «۸ حرف» (ریمیکس نورا ان پیور)[۹۳]

۲۰۱۹
- نورا ان پیور به همراهی آشیبا — «ما عشق را یافتیم» (ریمیکس نورا ان پیور و پسنجر ۱۰)[۹۴]
- سوفی تاکر — «فانتزی» (ریمیکس نورا ان پیور)[۹۵]
- ایلکه کلجین به همراهی اوست — «ارواح سرگردان» (ریمیکس نورا ان پیور)[۹۶]
- اباو اند بیاند و سون لاینز به همراهی آپوزیت دی آدرز — «آخرش را ببین» (ریمیکس نورا ان پیور)[۹۷]

۲۰۲۱
- تو لو - «خونسرد باش دختر» (ریمیکس نورا ان پیور)[۹۸]

۲۰۲۲
- کلپتون به‌همراه دیزی - «ملکه یخ» (ریمیکس نورا ان پیور)[۹۹]
- دام دولا و منشنیر - «غریبه‌ها» (ریمیکس نورا ان پیور)[۱۰۰]